# 梶原景時之變
梶原景時之變（かじわらかげときのへん）是鎌倉時代初期正治元年10月25日～正治2年1月20日（1199年11月15日～1200年2月6日），鎌倉幕府內部爆發的權利鬥爭。初代將軍・源賴朝死後，權臣梶原景時被66名御家人以連判狀彈劾並被幕府流放，帶著族人上洛的途中遭到殺害。

## 背景
梶原景時作為幕府的侍所別當，負責御家人的勤務評定、管理、監視等任務，受到欲實行專制的鎌倉殿・源賴朝重用；然另一方面，因其時常彈劾其他御家人，使梶原景時不受他人待見。
正治元年（1199年）正月，源賴朝急逝，嫡子源賴家繼承家督。3個月後，對將軍獨裁體制不滿的御家人，奪取源賴家的訴訟裁決權，由幕府宿老的十三人合議制取代，壓制將軍獨裁。

## 經過

### 專橫被貶
合議制成立的半年後，有力御家人及源賴朝的烏帽子親・結城朝光感嘆道，忠臣不仕二君，其非常後悔聽從源賴朝的遺言因而沒有出家；而後，結城朝光從幕府女房・阿波局(源賴朝御台所・北條政子之妹)處得知梶原景時因結城朝光的發言向源賴家進讒言，欲誅殺之（『吾妻鏡』正治元年(1199)10月25日、27日條）。覺得恐懼的結城朝光找其好友三浦義村相談，見此，三浦義村聯合和田義盛等66名御家人作成彈劾梶原景時的書狀。

#### 署名的御家人[1]
- 千葉常胤（日语：千葉常胤）
- 三浦義澄（日语：三浦義澄）
- 千葉胤正（日语：千葉胤正）
- 三浦義村
- 畠山重忠（日语：畠山重忠）
- 小山朝政（日语：小山朝政）
- 結城朝光
- 足立遠元（日语：足立遠元）
- 和田義盛
- 和田常盛（日语：和田常盛）
- 比企能員
- 伊賀朝光（日语：伊賀朝光）
- 二階堂行光（日语：二階堂行光）
- 葛西清重（日语：葛西清重）
- 八田知重（日语：八田知重）
- 波多野忠綱（日语：波多野忠綱）
- 大井實久
- 若狹忠季（日语：若狭忠季）
- 渋谷高重（日语：渋谷高重）
- 山内首藤經俊（日语：山内首藤経俊）
- 宇都宮頼綱（日语：宇都宮頼綱）
- 榛谷重朝（日语：榛谷重朝）・安達盛長（日语：安達盛長）
- 佐佐木盛綱（日语：佐々木盛綱）
- 稻毛重成（日语：稲毛重成）
- 安達景盛（日语：安達景盛）
- 岡崎義實（日语：岡崎義実）
- 土屋義清（日语：土屋義清）
- 東重胤（日语：東重胤）
- 土肥維平
- 河野通信（日语：河野通信）
- 曾我祐綱
- 二宮友平
- 長江明義
- 毛呂季綱
- 天野遠景（日语：天野遠景）
- 工藤行光（日语：工藤行光）
- 中原仲業

三浦義村將彈劾狀交予公文所別當・大江廣元。大江廣元躊躇不定，原以梶原景時為源賴朝所重用為由，想息事寧人，但是，在和田義盛強迫下，大江廣元將彈劾狀上呈於源賴家。
11月中旬，源賴家要求就此事梶原景時作解釋，然梶原景時不作抗辯，帶領一族返回領地相模國一宮(今神奈川県寒川町)。12月9日，梶原景時一度返回鎌倉。12月18日，經過眾御家人商議，還是決定將梶原景時逐出鎌倉，並拆除梶原景時於鎌倉的宅邸。12月29日，結城朝光之兄小山朝政取代梶原景時成為播磨國守護。

### 族滅滿門
正治2年（1200年）正月20日，有消息稱梶原景時帶領一族離開一宮，幕府認為梶原景時上洛有謀反之嫌疑，欲派兵討伐之。然梶原一族在在駿河國・清見關突然遭吉川氏等駿河在地武士襲撃，梶原景時及嫡子梶原景季、次子梶原景高、三子梶原景茂連先被殺，梶原全族上下三十餘名被梟首示眾。

## 後續
因與梶原景時友好，加藤景廉等御家人遭到懲處，沒收其領地。甲斐國御家人・武田信光稱其兄武田有義與梶原景時有密約，欲立武田有義為大將軍，招攬鎮西的武士，而後，武田有義因武田信光的密告而失勢。勝木則宗被視為梶原景時的同黨遭到逮捕，勝木則宗供稱說梶原景時要其率領其鎮西的同族與梶原景時在京都會合。
梶元景時滅亡後一年，建仁元年（1201年）正月23日，受梶元景時庇護的越後國御家人・城長茂(城氏於源平合戰期間站在源賴朝對立面，後在梶元景時的協助下晉升御家人)上洛，襲撃小山朝政於京都的宅邸，而後闖入仙洞御所，向後鳥羽上皇要求追討幕府的宣旨，無果。而後城長茂遭到幕府誅殺；奧州藤原氏・藤原高衡也因被視為城長茂的同黨遭誅殺；城長茂之甥城資盛在越後國發動叛亂，於5月上旬遭到幕府鎮壓。越後城氏的叛亂史稱建仁之亂。

## 評價
前關白・九條兼實於其日記『玉葉』中記載，梶原景時向源賴家進讒言，說他人要擁立源賴家之弟千幡(後來的源實朝)為將軍，有謀反的跡象，但謊言被揭露，因而遭逐出鐮倉。且因梶原景時與九條兼實的政敵源通親關係緊密，九條兼實於其日記裡表達對梶原景時之死的喜悅。
九條兼實之弟・慈圓於其著作『愚管抄』表示，梶原景時自詡為源賴家第一心腹，輕視其他御家人，因而遭到排斥。慈圓也評論道，未能保全梶原景時是源賴家的失策，間接導致源賴家的失勢。

## 關連項目
- 建仁之亂（日语：建仁の乱）
- 梶原神社（日语：梶原神社）
- 早馬神社（日语：早馬神社）